# Astatotilapia stappersii
Astatotilapia stappersii és una espècie de peix de la família dels cíclids i de l'ordre dels perciformes.

## Morfologia
Els mascles poden assolir els 15 cm de longitud total.

## Alimentació
Menja sobretot larves d'insectes.

## Distribució geogràfica
Es troba a Àfrica oriental: el llac Tanganyika i els seus afluents a Burundi, la República Democràtica del Congo, Tanzània i Zàmbia.